# Martin Šušteršič
Martin Šušteršič (* 30. November 1992 in Kranj) ist ein slowenischer Fußballspieler.

## Karriere

### Verein
Šušteršič begann seine Karriere beim NK Triglav Kranj. Zur Saison 2011/12 rückte er in den Profikader von Triglav. Sein Debüt in der 1. SNL gab er im Juli 2011, als er am zweiten Spieltag jener Saison gegen den NK Rudar Velenje in der 76. Minute für Dragan Ovčina eingewechselt wurde. In seiner ersten Saison als Profi kam er zu 20 Erstligaeinsätzen. In der Saison 2012/13 spielte er zwölf Mal in der 1. SNL, zudem kam er als Kooperationsspieler zu zehn Einsätzen für den Drittligisten NK Kranj.
Zur Saison 2013/14 wechselte Šušteršič nach Österreich zum viertklassigen ATUS Ferlach.

### Nationalmannschaft
Šušteršič absolvierte im März 2012 gegen Kroatien ein Spiel für die slowenische U-20-Auswahl.